# Seznam belgijskih sociologov
Seznam belgijskih sociologov.

## D
- Mathieu Deflem

## M
- Armand Mattelart
- Chantall Mouffe ?

## P
- Adam Possamai

## Q
- Lambert Adolphe Jacques Quételet

## S
- Luc Sels